# Mirosława Znojek
Mirosława Znojek, po mężu Mastej (ur. 18 lutego 1962) – polska lekkoatletka, specjalizująca się w pchnięciu kulą, mistrzyni Polski.

## Kariera sportowa
Była zawodniczką AKS Chorzów, jej trenerem był Zygmunt Grzesik.
Na mistrzostwach Polski seniorek na otwartym stadionie zdobyła pięć medali w pchnięciu kulą - złoty w 1989, srebrne w 1988, 1992 i 1993 i brązowy w 1991). W halowych mistrzostwach Polski seniorek zdobyła również pięć medali w pchnięciu kulą: srebrne w 1990, 1992 i 1993 oraz brązowe w 1988 i 1991.
Rekord życiowy w pchnięciu kulą: 17,08 (18.06.1991).